# Maciej Małysa
Maciej Małysa (ur. 5 sierpnia 1975 w Krakowie) – polski aktor teatralny, telewizyjny i filmowy. W 1998 ukończył studia na PWST w Krakowie.

## Wybrana filmografia
- 1997–2011: Klan jako Stefański, nauczyciel biologii
- 1999–2000: Czułość i kłamstwa jako Maciek Konopko
- 1999: Prawo ojca jako Zyga, syn Oleszki
- 2011-2012: Pierwsza miłość jako Janusz Zawada vel Kamil
- 2005: Jan Paweł II jako Młody ksiądz
- 2005: Kryminalni jako pracownik "Hadesu" (odc. 17)
- 2010: Heniek jako Sprzedawca w antykwariacie
- 2010: 1920. Wojna i miłość jako Polski Oficer
- 2011: Uwikłanie jako Strażnik miejski
- 2012: Na krawędzi jako rysownik policyjny (odc. 11)
- 2019: Miłość i miłosierdzie jako ks. Michał Sopoćko